# Linia kolejowa nr 577
Linia kolejowa nr 577 – pierwszorzędna, zelektryfikowana, jednotorowa linia kolejowa łącząca stację Garbatka‑Letnisko ze stacją techniczną Sieciechów.